# Garra nambulica
Garra nambulica är en fiskart som beskrevs av Vishwanath och Joyshree 2005. Garra nambulica ingår i släktet Garra och familjen karpfiskar. IUCN kategoriserar arten globalt som sårbar. Inga underarter finns listade i Catalogue of Life.